# Hamari Traoré
Hamari Traoré (Bamako, 27 januari 1992) is een Malinees-Franse voetballer die doorgaans als verdediger speelt. Hij verruilde Stade Rennais in juli 2023 transfervrij voor Real Sociedad. Traoré debuteerde in 2015 in het Malinees voetbalelftal.

## Carrière
Traoré begon met voetballen bij een club uit zijn geboortestad Bamako. In 2006 maakte hij in diezelfde stad de overstap naar de Académie Jean-Marc Guillou. In 2012 ging hij net als Souleymane Diomande aan de slag bij Paris FC, waar op dat ogenblik Olivier Guillou hoofdcoach was. Traoré kwam zestien keer in actie voor het eerste elftal van Paris, op dat moment actief in de Championnat National. Diomandé en hij maakten in augustus 2013 llebei de overstap naar Lierse SK, dat een samenwerkingsverband had met de voetbalschool van Guillou.

### Lierse
Traoré maakte op 30 oktober 2013 zijn officiële debuut voor Lierse, tegen KSC Lokeren. Hij mocht toen van coach Stanley Menzo in de basis starten. Op 13 december 2014 maakte hij tegen KVC Westerlo zijn eerste doelpunt. Lierse eindigde het seizoen op de dertiende plaats in de Eerste klasse, net boven de degradatiezone. Een seizoen later zakte de club naar de degradatiezone. Menzo werd ontslagen en toen bleek dat ook diens opvolger Slaviša Stojanovič niet voor een kentering kon zorgen, werd Traoré's ex-coach Guillou aangesteld als hoofdcoach. De club kon play-off III niet ontlopen en degradeerde via de eindronde naar de Tweede klasse.

### Stade Reims
Traoré daalde niet af met Lierse, maar tekende in juli 2015 een contract tot medio 2018 bij Stade Reims, de nummer vijftien van de Ligue 1 in het voorgaande seizoen. Ook hier werd hij een vaste waarde in het basiselftal, op de rechterflank. Hij maakte op de tweede speeldag zijn eerste goal voor Reims, tegen Olympique Marseille. Dt bleek het enige doelpunt van de wedstrijd. Traoré degradeerde na zijn eerste seizoen met Reims naar de Ligue 2. Deze keer daalde hij wel mee af en speelde hij seizoen 2016/17 op het tweede niveau van Frankrijk.

### Stade Rennais
Traoré tekende in juli 2017 bij Stade Rennais, de nummer negen van de Ligue 1 in het voorgaande seizoen. Hier kreeg hij in zijn eerste vier jaar te maken met vier verschillende coaches, die hem allemaal zagen als basisspeler. In die hoedanigheid behoorde hij tot het team van Rennais dat zich in 2017/18 voor de tweede keer in de clubgeschiedenis plaatste voor Europees voetbal. Voor Traoré zelf betekende het dat hij in september 2019 debuteerde in een Europees toernooi, de Europa League. Het bleek het eerste van vijf seizoenen op rij waarin hij met Rennais Europees voetbal speelde. Doordat zijn ploeggenoten en hij de Ligue 1 in 2019/20 als derde eindigden, speelde hij in 2020/21 voor het eerst in de Champions League. Traoré bleef zes seizoenen bij Rennais en speelde daarin 239 wedstrijden. Hij won in 2018/19 de Coupe de France met zijn ploeggenoten, zijn eerste grote prijs.

### Real Sociedad
Traoré verruilde Stade Rennais in juli 2023 transfervrij voor Real Sociedad.

## Clubstatistieken
| Seizoen | Club          | Land               | Competitie           | Competitie | Competitie | Beker | Beker | Internationaal | Internationaal | Totaal | Totaal |
| Seizoen | Club          | Land               | Competitie           | Wed.       | Dlp.       | Wed.  | Dlp.  | Wed.           | Dlp.           | Wed.   | Dlp.   |
| ------- | ------------- | ------------------ | -------------------- | ---------- | ---------- | ----- | ----- | -------------- | -------------- | ------ | ------ |
| 2012/13 | Paris FC      | Vlag van Frankrijk | Championnat National | 16         | 0          | 0     | 0     | —              | —              | 16     | 0      |
| 2012/13 | Paris FC II   | Vlag van Frankrijk | CFA                  | 10         | 0          | 0     | 0     | —              | —              | 10     | 0      |
| 2013/14 | K. Lierse SK  | Vlag van België    | Eerste klasse        | 15         | 0          | 1     | 0     | —              | —              | 16     | 0      |
| 2014/15 | K. Lierse SK  | Vlag van België    | Eerste klasse        | 38         | 1          | 1     | 0     | —              | —              | 39     | 1      |
| 2015/16 | Stade Reims   | Vlag van Frankrijk | Ligue 1              | 33         | 2          | 1     | 0     | —              | —              | 34     | 2      |
| 2016/17 | Stade Reims   | Vlag van Frankrijk | Ligue 2              | 31         | 2          | 2     | 0     | —              | —              | 33     | 2      |
| 2017/18 | Stade Rennais | Vlag van Frankrijk | Ligue 1              | 30         | 0          | 3     | 0     | —              | —              | 33     | 0      |
| 2018/19 | Stade Rennais | Vlag van Frankrijk | Ligue 1              | 34         | 0          | 7     | 0     | 8              | 0              | 49     | 0      |
| 2019/20 | Stade Rennais | Vlag van Frankrijk | Ligue 1              | 27         | 0          | 6     | 1     | 4              | 0              | 37     | 1      |
| 2020/21 | Stade Rennais | Vlag van Frankrijk | Ligue 1              | 35         | 1          | 1     | 0     | 6              | 0              | 42     | 1      |
| 2021/22 | Stade Rennais | Vlag van Frankrijk | Ligue 1              | 33         | 3          | 1     | 0     | 8              | 0              | 42     | 3      |
| 2022/23 | Stade Rennais | Vlag van Frankrijk | Ligue 1              | 31         | 1          | 2     | 0     | 3              | 0              | 36     | 1      |
| Totaal  | Totaal        | Totaal             | Totaal               | 333        | 10         | 25    | 1     | 29             | 0              | 387    | 11     |

## Interlandcarrière
Traoré debuteerde op 9 oktober 2015 in het in het Malinees voetbalelftal. Bondscoach Alain Giresse gaf hem toen een basisplaats in een met 1–4 gewonnen oefeninterland tegen Burkina Faso. Diezelfde Giresse nam hem ruim een jaar later mee naar het Afrikaans kampioenschap 2017. Hierop was hij in alle drie de wedstrijden van Mali basisspeler. Bondscoach Mohamed Magassouba gebruikte hem ook als basisspeler op zowel het Afrikaans kampioenschap 2019 als het Afrikaans kampioenschap 2021. Tijdens dat laatste toernooi was hij ook aanvoerder van Mali.

## Erelijst
| Coupe de France | 1x | 2018/19 |